# KBS 뉴스 9 진주
《KBS 뉴스 9 진주》는 평일 밤 9시 30분에 KBS진주 1TV로 방송되었던 한국방송공사의 뉴스 프로그램이다.

## 앵커
- 안유리 아나운서

## 역대앵커
| 역대 | 진행자          | 진행 기간                         | 비고  |
| ---- | --------------- | --------------------------------- | ----- |
| 1대  | 신재연 아나운서 | 일자 미상 ~ 2016년 2월 26일       | [ 1 ] |
| 2대  | 고혜윤 아나운서 | 2016년 2월 29일 ~ 2019년 8월 30일 |       |
| 3대  | 안유리 아나운서 | 2019년 9월 2일 ~ 2020년 1월 29일  |       |